# 卫矛叶链珠藤
卫矛叶链珠藤（学名：Alyxia euonymifolia）是夹竹桃科链珠藤属的植物。分布于中国大陆的海南等地，生长于海拔300米的地区，常生于林中，目前尚未由人工引种栽培。